# Вонекі (Вісконсин)
Вонекі (англ. Waunakee) — селище (англ. village) в США, в окрузі Дейн штату Вісконсин. Населення — 14 879 осіб (2020).

## Географія
Вонекі розташоване за координатами 43°11′14″ пн. ш. 89°26′28″ зх. д. / 43.18722° пн. ш. 89.44111° зх. д. (43.187296, -89.441068).  За даними Бюро перепису населення США в 2010 році селище мало площу 16,54 км², з яких 16,53 км² — суходіл та 0,02 км² — водойми. В 2017 році площа становила 17,53 км², з яких 17,52 км² — суходіл та 0,01 км² — водойми.

## Демографія
Згідно з переписом 2010 року, у селищі мешкало 12 097 осіб у 4344 домогосподарствах у складі 3316 родин. Густота населення становила 731 особа/км².  Було 4483 помешкання (271/км²).
Расовий склад населення:
| - 95,8 % — білих - 1,2 % — азіатів - 1,0 % — чорних або афроамериканців - 0,2 % — корінних американців |

До двох чи більше рас належало 1,3 %. Частка іспаномовних становила 2,2 % від усіх жителів.
За віковим діапазоном населення розподілялося таким чином: 31,6 % — особи молодші 18 років, 58,5 % — особи у віці 18—64 років, 9,9 % — особи у віці 65 років та старші. Медіана віку мешканця становила 37,9 року. На 100 осіб жіночої статі у селищі припадало 95,4 чоловіків;  на 100 жінок у віці від 18 років та старших — 92,4 чоловіків також старших 18 років.
Середній дохід на одне домашнє господарство  становив 109 160 доларів США (медіана — 90 581), а середній дохід на одну сім'ю — 125 114 долари (медіана — 107 945). Медіана доходів становила 71 701 долар для чоловіків та 50 716 доларів для жінок. За межею бідності перебувало 2,6 % осіб, у тому числі 2,8 % дітей у віці до 18 років та 8,9 % осіб у віці 65 років та старших.
Цивільне працевлаштоване населення становило 6911 осіб. Основні галузі зайнятості: освіта, охорона здоров'я та соціальна допомога — 27,7 %, науковці, спеціалісти, менеджери — 11,5 %, виробництво — 10,4 %, роздрібна торгівля — 10,3 %.